# Louis Mountbatten (markiz Milford Haven)
Louis Mountbatten wł. Louis Alexander Battenberg (ur. 24 maja 1854 w Grazu, zm. 11 września 1921 w Londynie) – brytyjski arystokrata i admirał floty, spokrewniony z brytyjską rodziną królewską, w latach 1917–1921 markiz Milford Haven.

## Życiorys
Choć urodził się w Austrii, a dorastał w Niemczech i Włoszech, w wieku 14 lat wstąpił do brytyjskiej Royal Navy. Królowa Wiktoria i jej syn książę Walii, a późniejszy król, interweniowali okazjonalnie w jego karierze. Po ponad czterdziestoletniej służbie na morzu, w 1912 został mianowany Pierwszym Lordem Morskim. Po wybuchu I wojny światowej musiał jednak, ze względu na niemieckie pochodzenie, odejść z wojska. W 1917 za namową króla Jerzego V zmienił nazwisko rodowe Battenberg na jego angielski odpowiednik: Mountbatten. Zrzekł się również wówczas niemieckiego tytułu księcia von Battenberg, a 7 listopada został kreowany przez króla markizem Milford Haven w parostwie Zjednoczonego Królestwa. Dodatkowo otrzymał tytuły: hrabiego Medyny i wicehrabiego Alderney.
Ożenił się z wnuczką królowej Wiktorii, Wiktorią Heską i miał czworo dzieci, w tym Louisa, również admirała i Pierwszego Lorda Morskiego. Jego wnukiem był brytyjski książę-małżonek Filip, mąż Elżbiety II.
Prócz niemieckiego miał także polskie pochodzenie.

## Odznaczenia
- Order Łaźni I kl. (wojskowy, 1921)[2]
- Order Łaźni I kl. (cywilny, 1887)[3][4]
- Order Łaźni II kl. (wojskowy, 1909)[4]
- Order Łaźni II kl. (cywilny, 1884)
- Order Królewski Wiktoriański I kl. (1901)[3]
- Order św. Michała i św. Jerzego II kl. (1905)[3]
- Kawaler z Prawa Orderu św. Jana Jerozolimskiego[3]
- Medal Egiptu 1882-1889[5]
- Medal Wojenny 1914-1918[5]
- Medal Diamentowego Jubileuszu Królowej Wiktorii[3]
- Medal Koronacyjny Króla Edwarda VII[3]
- Medal Koronacyjny Króla Jerzego V[3]
- Order Ludwika I kl. (Wlk. Ks. Hesji)[6]
- Order Filipa I kl. z mieczami (Wlk. Ks. Hesji)[6]
- Order Ernestyński I kl. (Ks. Saksonii)[3]
- Order Medżydów IV kl. (Imp. Osmańskie)[6]
- Order Osmana IV kl. (Imp. Osmańskie)[6]
- Order Świętego Andrzeja (Imp. Rosyjskie)[3]
- Order Świętego Aleksandra Newskiego (Imp. Rosyjskie)[3]
- Order Orła Białego (Imp. Rosyjskie)[3]
- Order Świętej Anny I kl. (Imp. Rosyjskie)[6][3]
- Order Orła Czerwonego I kl. (Kr. Prus)[3]
- Order Leopolda I kl. (1908, Ces. Austrii)[3]
- Order Franciszka Józefa I kl. (1877, Ces. Austrii)[6][3]
- Order Legii Honorowej I kl. (Rep. Francuska)[3]
- Order Karola III I kl. (1906, Kr. Hiszpanii)[3]
- Order Zbawiciela I kl. (Kr. Grecji)[6][3]
- Order Wieży i Miecza I kl. (Kr. Portugalii)[3]
- Order Chrystusa I kl. (Kr. Portugalii)
- Order Korony I kl. (Wirtembergia)[3]
- Order Wschodzącego Słońca z KP (1917, Ces. Japonii)[7]